# Maria Leo
Bertha Pauline Marie Leo (* 18. Oktober 1873 in Berlin; † 2. September 1942 ebenda) war eine deutsche Pianistin, Musikpädagogin und Frauenrechtlerin. 

## Leben

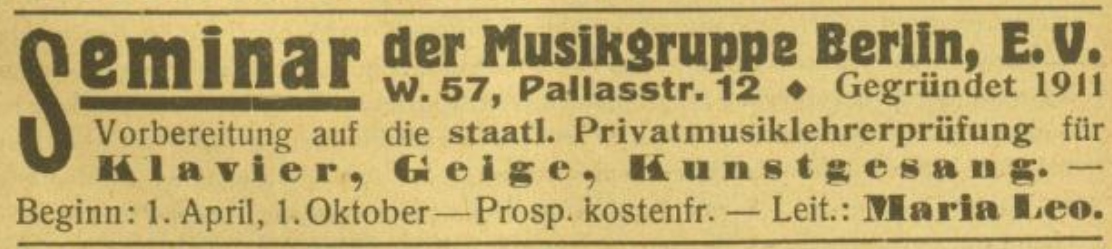
Anzeige für das 1911 gegründete Seminar, Signale für die musikalische Welt 1926, Heft 15

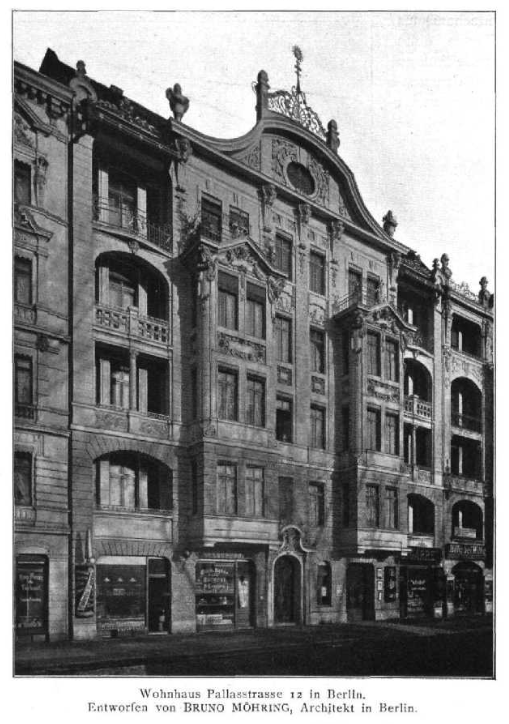
Pallasstraße 12, Berlin Schöneberg (Berliner Architekturwelt 2.1899/1900)

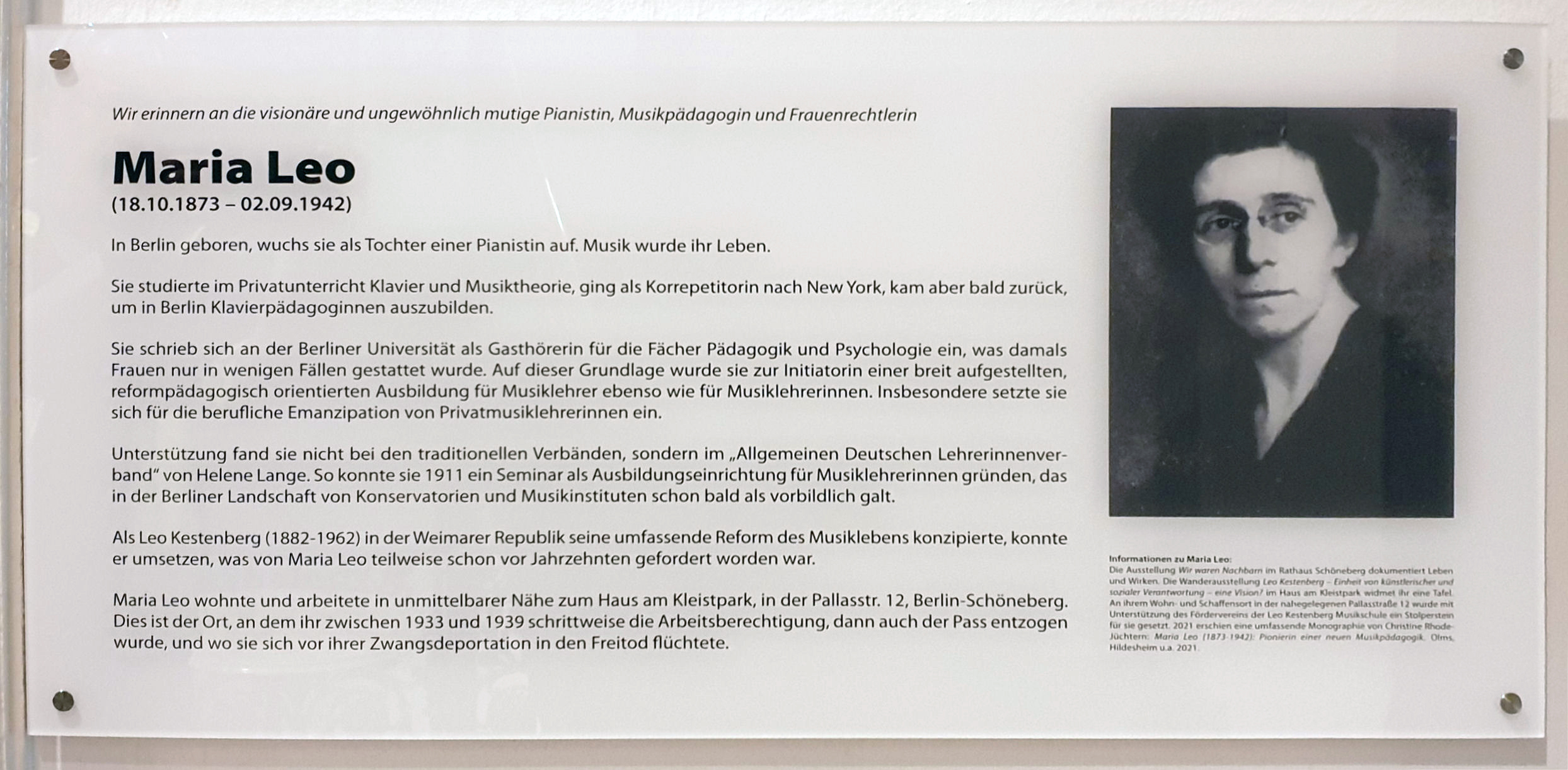
Gedenktafel in der Leo Kestenberg Musikschule in Berlin-Schöneberg

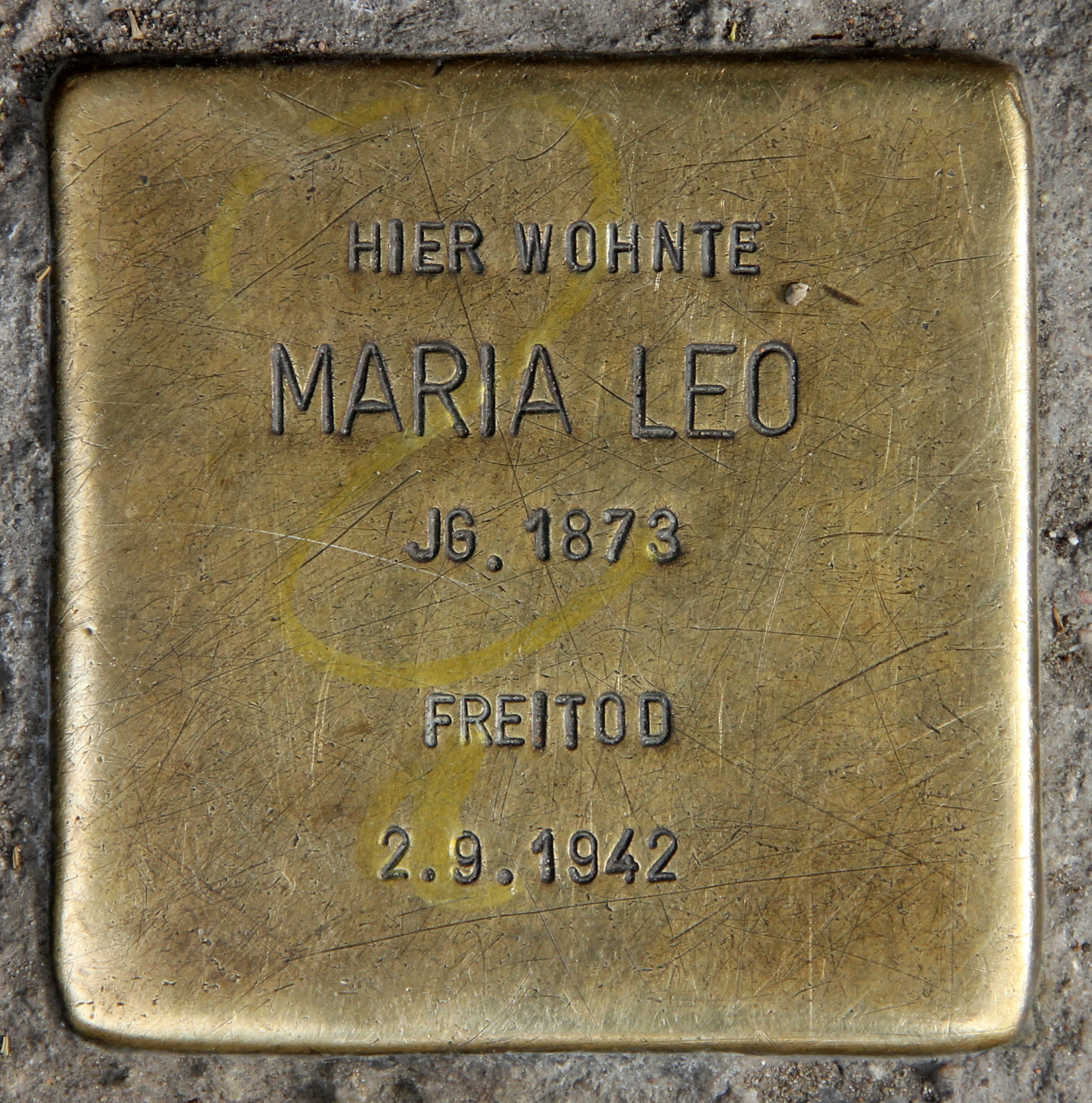
Stolperstein für Maria Leo

Maria Leo wuchs als Tochter des jüdischen Kaufmanns Ludwig Philipp Arthur Leo (1838–1896) und seiner evangelischen Ehefrau, der Pianistin Anna Leo in Berlin auf. Ihre Schulzeit verbrachte sie am Kaiserin-Augusta-Gymnasium (heute Ludwig-Cauer-Schule) in Berlin-Charlottenburg. Gefördert durch das musikalische Umfeld insbesondere ihres Elternhauses nahm sie privaten Klavierunterricht bei Wilhelm Blank sowie privaten Theorieunterricht bei Ludwig Bußler und Georg Kulenkampff. Ihre musikalische Laufbahn als Pianistin begann sie 1895 in Berlin, ging aber 1896/1897 als Korrepetitorin nach New York. Wohl bedingt durch ein Armleiden musste sie aber schon bald ihre Pianistenkarriere aufgeben.
Zurück in Berlin arbeitete Leo dort von 1898 bis 1908 als Klavierlehrerin am Eichelbergschen Konservatorium. Zugleich studierte sie an der Berliner Universität Pädagogik, Psychologie, Anatomie und Techniklehre. Am Eichelbergschen Konservatorium gründete Leo zusammen mit Nina Gorter 1903 einen Seminarkurs, der die Lehrerausbildung erstmals auf eine pädagogisch-psychologische Grundlage stellte. In diesem einjährigen Kurs unterrichtete sie Gehörbildung, Elementartheorie und Formenlehre. 1905 begegnete sie der Musikpädagogin Agnes Hundoegger, der Begründerin der Tonika-Do-Lehre, mit der sie ab 1906 zusammenarbeitete. Die Tonika-Do-Lehre, eine Methode, „nach der Kinder, auch ohne besondere natürliche Veranlagung, in verhältnismäßig kurzer Zeit jede beliebige Melodie richtig und rein vom Blatt lesen und singen lernen“, machte sich Leo zu eigen und vertrat sie fortan in ihrem Unterricht: 1926 wurde sie zur zweiten Vorsitzenden des Tonika-Do-Bunds ernannt und ihr die Leitung der Geschäftsstelle anvertraut. 1928 übernahm sie auch die Leitung des Tonika-Do-Verlags. 
1909 gründete Leo das erste private Seminar, das keinem Konservatorium angegliedert war. Dort lag zwar die Ausbildung im jeweiligen Hauptfach in den Händen eines Privatlehrers, doch die pädagogische und musikwissenschaftliche Ausbildung erfolgte durch die Lehrer des Seminars. In Reaktion auf die Ablehnung weiblicher Studenten durch das Institut für Kirchenmusik in Berlin wurde durch die Ortsgruppe des Verbandes der Deutschen Musiklehrerinnen am 1. Oktober 1911 das Musikseminar der Musikgruppe Berlin E. V. ins Leben gerufen, ein privates Musikseminar, dessen Leitung Leo übertragen wurde.
Nach der Machtübernahme der Nationalsozialisten im Jahr 1933 musste Leo wegen ihrer „nichtarischen“ Herkunft die Leitung des Seminars aufgeben und schied dort Ostern 1934 auch als Lehrerin aus. Im August 1935 wurde sie aus der Reichsmusikkammer ausgeschlossen, legte jedoch Beschwerde dagegen ein. Ein Zwischenbescheid vom November 1936 verbot ihr aufgrund der Ausgliederung aus der Reichsmusikkammer jegliche Unterrichtung „arischer“ Schüler. Am 9. Juli 1937 wurde sie endgültig aus der Reichsmusikkammer ausgeschlossen und ihr damit ein faktisches Berufsverbot erteilt.
Weil sie dennoch „unerlaubt“ einer „arischen“ Schülerin Unterricht erteilte, wurde Leo von der Reichsmusikkammer mit einer Ordnungsstrafe belegt und im Februar 1939 zusätzlich ihr Pass eingezogen. Damit war ihr auch jede Möglichkeit zur Emigration genommen. Als sie im August 1942 die Nachricht erhielt, dass sie zwangsweise in ein jüdisches Altersheim im Alexanderplatz-Viertel gebracht werden und nach drei Wochen ins Ghetto Theresienstadt deportiert werden sollte, nahm sie sich in ihrer Wohnung das Leben. 

## Gedenken
- Vor ihrem Wohnhaus Pallasstraße 12 gibt es seit 2006 einen Stolperstein für Maria Leo.[2]
- Am 18. Oktober 2023 wurde in der Leo Kestenberg Musikschule in Berlin-Schöneberg, eine Gedenktafel enthüllt.

## Schriften (Auswahl)
- Die Tätigkeit der Ortsgruppen des Verbandes der deutschen Musiklehrerinnen (Musiksektion des A. D .L.-V.) im Verbandsjahr 1907-1908. In: Die Lehrerin in Schule und Haus: Zentralorgan für die Interessen der Lehrerinnen und der Erzieherinnen des In- und Auslandes. Band 25, Nr. 23, 1908, S. 667–670, urn:nbn:de:0111-bbf-spo-9987971.
- Agnes Hundoegger. In: Die Frau: Monatsschrift für das gesamte Frauenleben unserer Zeit; Organ des Bundes Deutscher Frauenvereine. Band 35, Nr. 9. Herbig, Berlin-Grunewald 1928, S. 526–532.
- Die Arbeitsgemeinschaft zwischen Schul- und Privatmusiklehrer. Lahr 1930.